# ۲ تیر
۲ تیر/سرطان نود و پنجمین روز از سال در گاه‌شماری خورشیدی است. به پایان سال ۲۷۰ روز (۲۷۱ روز در سال کبیسه) مانده‌است.

## رویدادها
- ۱۲۸۷ - به‌توپ بستن مجلس
- ۱۲۸۷ - آغاز استبداد صغیر
- ۱۲۸۷ - آغاز قیام و محاصره مشروطه‌خواهان تبریز
- ۱۳۰۵ - شورش پادگان سلماس
- ۱۳۰۵ - شورش پادگان مراوه‌تپه
- ۱۳۳۲ - علی محمدخان،وزیرخارجه افغانستان اعلام کرد دولت افغانستان از دولت مصدق و مردم ایران برای ملی کردن نفت ایران و در مقابل فشارهای بریتانیا حمایت کامل می‌کند.[۱]
- ۱۳۸۷ - رقابت ۲ تیر ۱۳۸۷ تیم ملی فوتبال ایران با تیم ملی فوتبال کویت در مرحله مقدماتی جام جهانی فوتبال ۲۰۱۰ (آسیا)
- ۱۳۹۱ - حادثه تیر ۱۳۹۱ هواپیمایی زاگرس
- ۱۳۹۵ - حادثه سقوط اتوبوس سربازان پادگان صفر پنج کرمان
- ۱۴۰۴ - حملات ایران به پایگاه هوایی العدید در قطر

## زادروزها
- ۱۲۶۶ - رکن‌الدین مختاری، [الف] فرزند مختارالسلطنه معروف به سرپاس مختاری رئیس شهربانی دورهٔ رضا شاه و نوازندهٔ ویلن، آهنگساز و موسیقی‌دان
- ۱۳۰۲ - غلامحسین غریب، نویسنده، شاعر و موسیقی‌دان
- ۱۳۱۸ - صمد بهرنگی، داستان‌نویس، محقق، مترجم، و شاعر چپ‌گرای
- ۱۳۳۴ - پرویز پرستویی، بازیگر
- ۱۳۴۰ - مسعود آب پرور، کارگردان و فیلم‌نامه‌نویس
- ۱۳۴۲ - نادر محمدخانی، بازیکن فوتبال
- ۱۳۶۰ - سارا نایینی، خواننده
- ۱۳۶۷ - احسان روزبهانی، بوکسور

## درگذشت‌ها
- ۴۱۶ - ابن‌سینا، دانشمند، فیلسوف و پزشک
- ۱۲۸۷ - جهانگیرخان صور اسرافیل، روزنامه‌نگار دوره مشروطیت
- ۱۲۸۷ - ملک‌المتکلمین، خطیب و از اعضای جنبش مشروطه ایران
- ۱۳۶۸. میشل عفلق، متفکر مسیحی عرب و بنیان‌گذار حزب بعث سوریه
- ۱۴۰۰ - میرصلاح حسینی، بازیگر (زاده ۱۳۲۷)[۳]
- ۱۴۰۲ - رضا آشتیانی عراقی، نماینده دوره هفتم مجلس شورای اسلامی و دوره هشتم مجلس شورای اسلامی از حوزه انتخابیه قم